# Ralph Vary Chamberlin

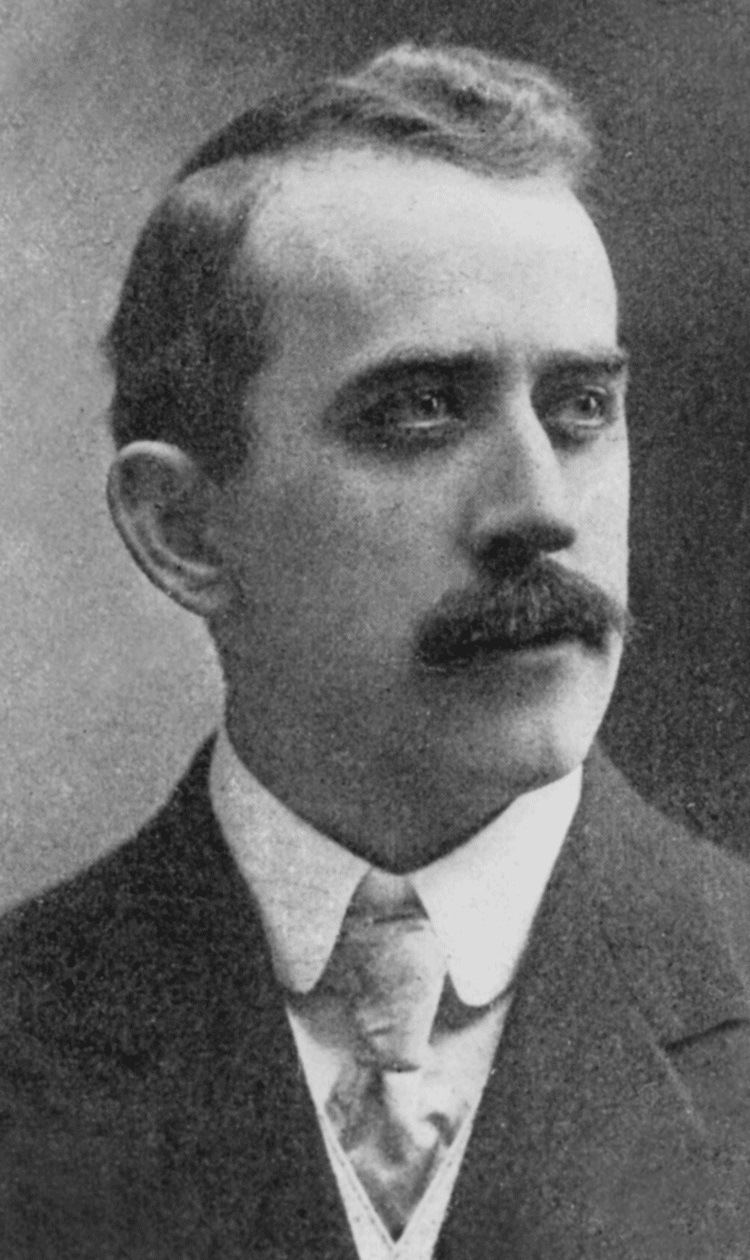
Ralph Vary Chamberlin

Ralph Vary Chamberlin (* 3. Januar 1879 in Salt Lake City; † 31. Oktober 1967 ebenda) war ein US-amerikanischer Zoologe, Ethnograph und Historiker.

## Leben
Chamberlin stammte aus einer Mormonen-Familie mit zwölf Kindern. Er studierte an der University of Utah Biologie mit dem Bachelor-Abschluss 1898, lehrte vier Jahre an der Latter Day Saint´s High School und setzte 1902 sein Studium an der Stanford University und Cornell University (als Smith Fellow) fort. 1905 wurde er bei John Henry Comstock an der Cornell in Zoologie promoviert mit einer Dissertation über die Spinnenfamilie Lycosidae und deren Taxonomie in Nordamerika einer Revision unterzog. Ab 1904 lehrte er an der University of Utah und war dort 1905 bis 1907 Dekan der School of Medicine. 
Ab 1908 war er Professor und Inhaber des Lehrstuhls für Zoologie an der Brigham Young University, im Rahmen einer Kampagne des Präsidenten 
George H. Brimhall (1852–1932), den akademischen Ruf der Mormonen-Universität zu steigern. 1909 kam auch sein Bruder William Henry Chamberlin (1870–1921) dazu, um Philosophie zu lehren, und mit den Brüdern Joseph und Henry Peterson, die Psychologie bzw. Pädagogik vertraten, versuchten sie den Lehrplan zu modernisieren. Sie traten für eine Vereinbarkeit der Theorie der Evolution von Charles Darwin mit der Religion ein und für Historische Bibelkritik. Es kam zum Konflikt mit der Universitätsführung und 1911 verließen Chamberlin und die beiden Petersons die Universität, da sie nicht von der Darwinschen Lehre abrücken wollten. William Chamberlin folgte ihnen fünf Jahre später.
1911 bis 1913 war Chamberlin Lecturer an der University of Pennsylvania und 1913 bis 1925 war er Kurator für Spinnen, Myriapoden und Würmer am Museum of Comparative Zoology der Harvard University. 1926 bis zur Emeritierung 1948 war er wieder an der University of Utah als Leiter der Fakultät für Biologie. In einem Sabbatical besuchte er 1939 europäische Universitäten und war Präsident einer Sektion des Internationalen Entomologenkongresses in Berlin.
1910 wurde er Fellow der American Association for the Advancement of Science. 1942 wurde er Ehrendoktor der University of Utah.

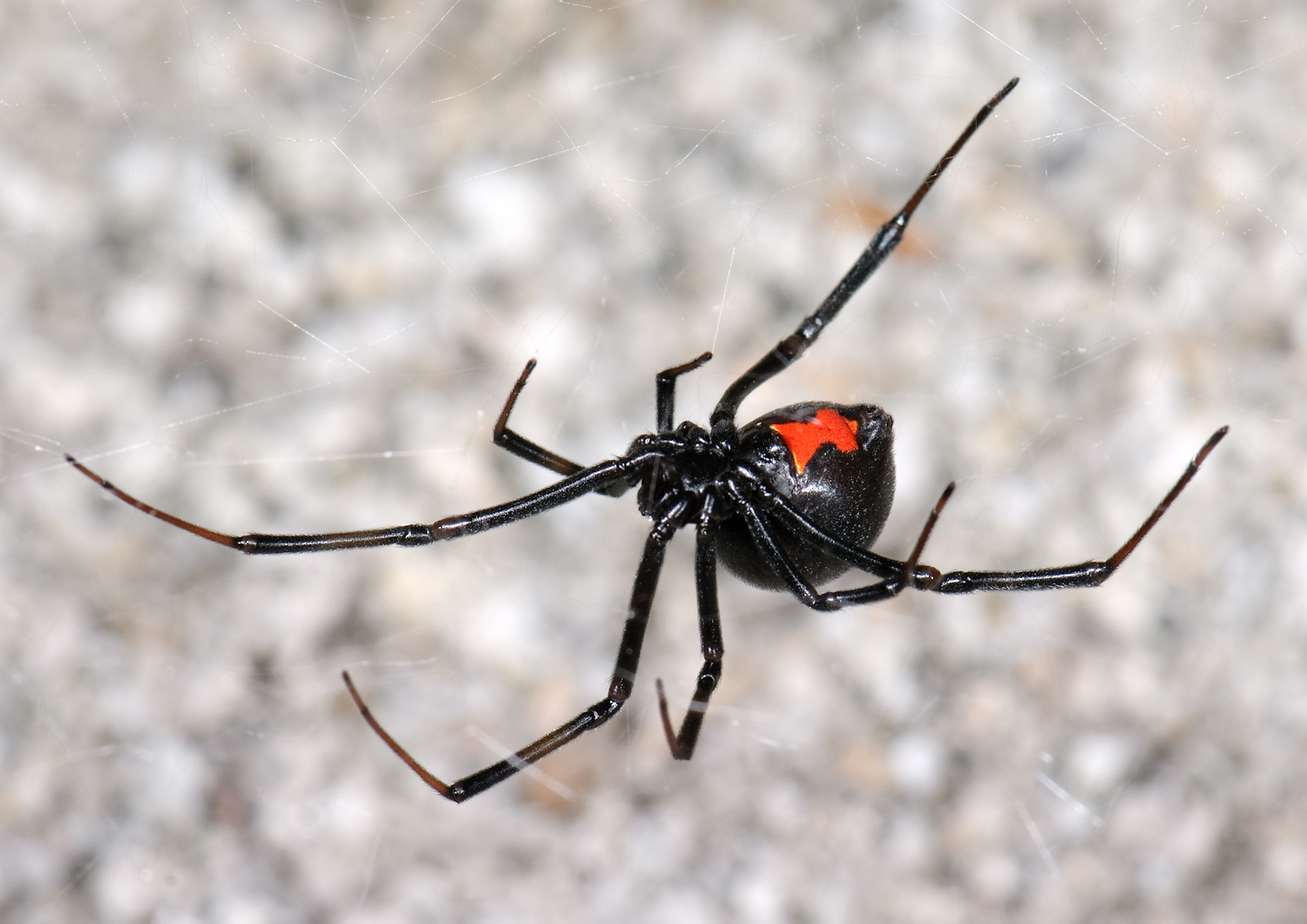
Latrodectus hesperus, Chamberlin and Ivie, 1935

Von ihm stammen über 400 wissenschaftliche Aufsätze. Er war Spezialist für Spinnen und Myriapoden (Tausendfüßer, Hundertfüßer) und benannte rund 2000 neue Arten, zum Beispiel die Westliche Schwarze Witwe, und es sind auch mehrere Arten nach ihm benannt (wie der ostasiatische Tausendfüßer Chamberlinius). Er befasste sich auch mit anderen Tierarten, mit lokaler Indianerkultur (Gosiute) und zuletzt mit Geschichte des Bildungswesens in Utah und speziell der Geschichte der Universität Utah. Außerdem schrieb er eine Biographie seines Bruders William.
Er war zweimal verheiratet. Aus der ersten Ehe, die von 1899 bis zur Scheidung 1910 dauerte, hatte er vier Kinder, aus der zweiten Ehe, die mit dem Tod seiner Frau 1967 endete, hatte er sechs Kinder.

## Schriften
- The Kingdom of Man, University of Utah 1938 (Frederick William Reynolds Memorial Lecture), Online
- Memories-John R. Park, 1949
- The University of Utah: A History of Its First Hundred Years--1850-1950, University of Utah Press 1960
- Life and Philosophy of W. H. Chamberlin, 1925
- mit Richard L. Hoffman: Checklist of the millipeds of North America, Bulletin Smithsonian Institution 212, 1958
- mit Wilton Ivie: The spiders of Alaska, Bulletin of the University of Utah, Band 37, Nr. 10, 1947